# Stade Bergeyre
El Stade Bergeyre fue un estadio de fútbol ubicado al noreste de París en Francia en el distrito 19 de la capital.

## Historia
Fue construido en agosto de 1918 y financiado por Jacques Sigrand con capacidad para 15 000 espectadores y su nombre es por el jugador local de rugby Robert Bergeyre, que murió durante la Primera Guerra Mundial.
El estadio fue utilizado principalmente para partidos de fútbol como la sede del Olympique de Paris, aunque también se jugaron partidos de rugby del equipo local Sporting Club de Vaugirard y competiciones de atletismo, especialmente en 1924 cuando fue una de las sedes para el fútbol y el rugby en los Juegos Olímpicos de París 1924.
El estadio fue demolido en 1926 debido al crecimiento poblacional en París y era necesario tener terrenos para construir casas, y actualmente en el lugar del estadio está ocupado por el Butte Bergeyre.

## Eventos
En el estadio se jugaron seis partidos de fútbol en los Juegos Olímpicos de París 1924:
| Fecha              | Ronda            | Local          | Resultado    | Visita         |
| ------------------ | ---------------- | -------------- | ------------ | -------------- |
| 25 de mayo de 1924 | Primera ronda    | Checoslovaquia | 5 - 2        | Turquía        |
| 26 de mayo de 1924 | Primera ronda    | Hungría        | 5 - 0        | Polonia        |
| 28 de mayo de 1924 | 1/8 de final     | Suiza          | 1 - 1 (t.e.) | Checoslovaquia |
| 29 de mayo de 1924 | 1/8 de final     | Uruguay        | 3 - 0        | Estados Unidos |
| 30 de mayo de 1924 | 1/8 de final     | Suiza          | 1 - 0        | Checoslovaquia |
| 2 de junio de 1924 | Cuartos de final | Suiza          | 2 - 1        | Italia         |